# Montmorot
Montmorot ist eine französische Gemeinde mit 3207 Einwohnern (Stand 1. Januar 2022) im Département Jura in der Region Bourgogne-Franche-Comté; sie gehört zum Arrondissement Lons-le-Saunier und zum Kanton Lons-le-Saunier-1. Der Ort liegt am Fluss Vallière.

## Geschichte
Als sich Frankreich im Zweiten Weltkrieg unter deutscher Besatzung befand, war die Familie Mathy, die in Montmorot ein Café betrieb, in der Résistance tätig. Die in Clairvaux-les-Lacs lebende Familie Janier-Dubry hatte versucht, Albert Maugenet, genannt Benoit, einen Verbindungsmann der Résistance zu der ebenfalls im Widerstand tätigen Familie Clerc in Saint-Amour zu bringen. Der eigentliche Benoit wurde jedoch von den Deutschen festgenommen und gefoltert. Ein Spitzel ging an seiner Stelle zu den Janier-Dubry. Diese zogen die Familie Mathy am 18. November 1943 im Beisein des Spitzels ins Vertrauen. Am selben Tag wurde die Familie festgenommen. Cécile Mathy wurde im KZ Bergen-Belsen ermordet. Ihr Ehemann Léon Mathy wurde im KZ Ravensbrück ermordet. Ihre 19-jährige Tochter Odette Mathy überlebte das KZ Ravensbrück.

## Bevölkerungsentwicklung
| Einwohner                  | 2688 | 2792 | 3344 | 3320 | 3177 | 3091 | 3036 |
| Quellen: Cassini und INSEE |      |      |      |      |      |      |      |

## Persönlichkeiten
- Die Familie der Grafen von Montmorot, Nachkommen von Graf Rainald I. von Burgund
- Agustín Fernando Muñoz y Sánchez (1808–1873), morganatischer Ehemann der Maria Christina von Sizilien, Königin von Spanien, wurde 1847 von König Ludwig Philipp zum Duc de Montmorot ernannt. Der Titel wird in Spanien heute noch geführt.